# 八屋镇
八屋镇，是中华人民共和国吉林省长春市公主岭市下辖的一个乡镇级行政单位。

## 行政区划
八屋镇下辖以下社区：
八屋社区、久丰村、八屋村、胜利村、五家村、刘屯村、张屯村、长山村、放牛村、头道村、三角寺村和郝家村。